# Limonia amblymera
Limonia amblymera är en tvåvingeart som beskrevs av Alexander 1967. Limonia amblymera ingår i släktet Limonia och familjen småharkrankar. Inga underarter finns listade i Catalogue of Life.